# Mordellistena coleae
Mordellistena coleae es una especie de coleóptero de la familia Mordellidae.

## Distribución geográfica
Habita en Seychelles.